# Väktardalens naturreservat
Väktardalens naturreservat är ett naturreservat i Strömsunds kommun i Jämtlands län.
Området är naturskyddat sedan 2019 och är 787 hektar stort. Reservatet ligger mellan fjällen Norra Väktarklumpen och Avardo nordost om Gäddede och består av gammal granskog.